# Chi Đàn hương
Chi Đàn hương (tên khoa học: Santalum) là một chi thực vật có hoa thuộc họ Đàn hương.

## Phân loài

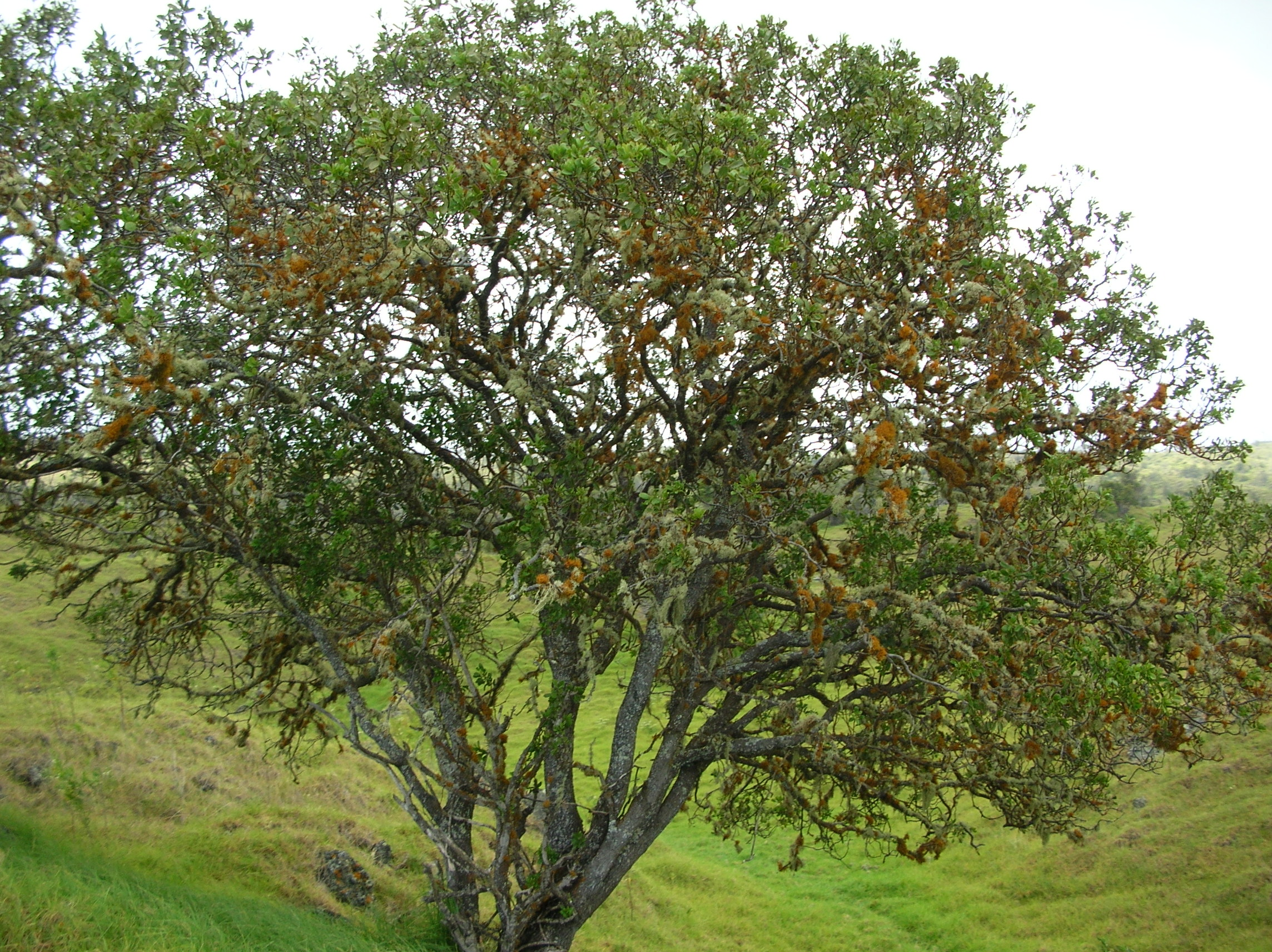
Santalum ellipticum

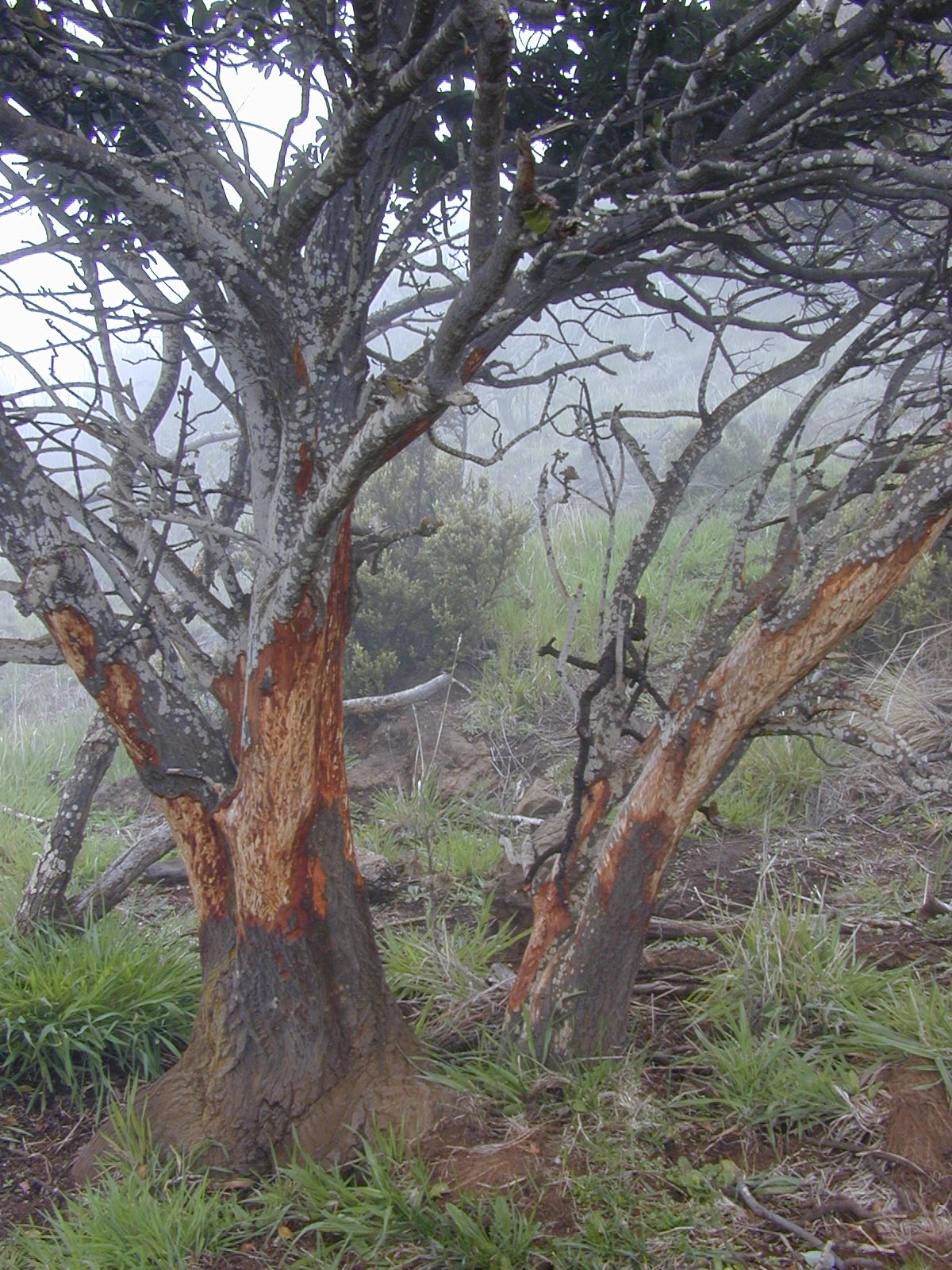
Santalum haleakalae

- Santalum acuminatum
- Santalum album
- Santalum austrocaledonicum
- Santalum ellipticum
- Santalum fernandezianum
- Santalum freycinetianum
- Santalum haleakalae
- Santalum lanceolatum
- Santalum macgregorii
- Santalum murrayanum
- Santalum myrtifolium
- Santalum obtusifolium
- Santalum paniculatum
- Santalum papuanum
- Santalum spicatum
- Santalum yasi